# Eudoliche achatina
Eudoliche achatina là một loài bướm đêm thuộc phân họ Arctiinae, họ Erebidae.